# Literaturforum Indien
Das Literaturforum Indien e.V. ist ein 2006 in Düsseldorf gegründeter Verein, der sich das Ziel gesetzt hat, zeitgenössische Literatur vom indischen Subkontinent im deutschen Sprachraum bekannter zu machen. Der Interessenschwerpunkt liegt darauf, Direktübersetzungen von Werken aus den Sprachen des Subkontinents zu fördern, die ein authentisches Bild von Lebenswirklichkeit und kultureller Vielfalt der Region vermitteln.

## Aktivitäten des Literaturforums Indien

### Tagungen und Seminare
Seit 2008 veranstaltet das Literaturforum jährlich in Zusammenarbeit mit einer Tagungsstätte Wochenend-Tagungen zu wechselnden Themen, z. B.:
- Frauenbilder in den Regionalliteraturen Indiens (2009)
- Regionalliteraturen Indiens als Spiegelbild religiöser und gesellschaftlicher Konflikte (2010)
- Die Macht der indischen Literatur bei der Gestaltung der Gesellschaft in Indien (2011)
- Boomende Megacities und ländliche Stagnation (2012)
- Jugend und Alter(n) in Indien (2013)
- Frauen und Gewalt in Indien (2014)
- Indien im Jahre 2015. Hindu-Nationalismus, Menschenrechte, Umweltproblematik (2015)
- Literatur der Adivasi: Literatur indigener Bevölkerungsgruppen in Indien[2] (2016)
- Modernes Theater in Indien[3] (2017)
- Megacities in Südasien: Brennpunkte sozialer und religiöser Konflikte (2018)
- Frauen in Südasien zwischen Tradition und Emanzipation (2019)
- Komik – Ironie – Satire. Humor und Gesellschaftskritik in den Literaturen Südasiens (2021)
- 75 Jahre Unabhängigkeit und Teilung des indischen Subkontinents im Spiegel der Literatur (2022)
- Zwischen Tradition und Moderne. Die Auflösung der gewachsenen Familienstrukturen in Südasien. Die Veränderung der Gesellschaft im Spiegel der Literatur (2023)
- Ökologie als Thema der südasiatischen Literatur? Eine Spurensuche in Literatur und Gesellschaft (2024)
- Wenn Liebe politisch ist - Zwischen romantischen Gefühlen und gesellschaftlichen Zwängen: Das Spektrum der Liebe in der südasiatischen Literatur (2025)

### Publikationsförderung
Da die etablierten deutschsprachigen Publikumsverlage selten das Risiko eingehen, Literatur aus den Sprachen des indischen Subkontinents in deutscher Direktübersetzung anzubieten, unterstützt das Literaturforum Indien kleinere spezialisierte Verlage dabei, die Produktionskosten für die Erstauflage solcher Werke aufzubringen. Es macht auch eigene Vorschläge zu geeigneten Buchprojekten, bietet Hilfestellung bei der Suche nach Übersetzern, beim Korrekturlesen und bei der Öffentlichkeitsarbeit.

### Autorenlesungen
Das Literaturforum Indien beteiligt sich organisatorisch an Lesereisen von Autorinnen und Autoren aus Südasien, die im deutschen Sprachraum ihre Werke vorstellen. So wurden u. a. für Uday Prakash, Geetanjali Shree, Jacinta Kerketta, Sara Rai, Manuka Wijesinghe, Omair Ahmad, Rahman Abbas, Alka Saraogi und Syed Kashif Raza Autorenlesungen an verschiedenen Orten arrangiert, meist in Zusammenarbeit mit anderen örtlichen Veranstaltern.

### Website
Die Website informiert über die verschiedenen Aktivitäten des Vereins (Buchförderung, Tagungen, Lesungen usw.) Sie leitet auch zu Leseproben und Rezensionen weiter und stellt Autorinnen und Autoren vor, von denen bereits mindestens ein Werk in deutscher Übersetzung erschienen ist. Zu jedem Namen bieten die Artikel Information über Leben und Werk.

### Newsletter
Vierteljährlich wird ein Newsletter veröffentlicht, der über literarische Neuerscheinungen, Rezensionen, Veranstaltungen, Hörfunksendungen, Interviews usw. informiert. Die bisherigen Ausgaben des Newsletters sind auf der Webseite des Literaturforums Indien archiviert.